# الملك المنسي جودو (رواية)
الملك المنسي جودو هي رواية من تأليف آنا ماريا ماتوتي، نُشرت سنة 1996. وصفتها الكاتبة بأنه كتابها المفضل من بين جميع أعمالها، وقد وُصفت الرواية بأنها "كلاسيكية محبوبة من جمهور خاص".
تدور أحداث الرواية في أجواء العصور الوسطى، وتمزج بين عناصر من الأدب الخيالي، وروايات الفروسية، وقصص الحكايات الخرافية. كما وُصفت الرواية بأنها قصة رمزية مناهضة للحروب، إلا أنها في رأي النقاد الآخرين، فهي تحمل طابعًا إنسانيًا عالميًا، إذ تُقدَّم عملًا عن الزمن ومخلوقاته، حيث القصة التي تُرويها في جوهرها هي "قصة المشاعر الإنسانية".
بفضل هذا العمل، أصبحت ماتوتي في سنة 2009 أول امرأة تُودِع الطبعة الأولى من الكتاب "المستودع الأدبي" التابع لمعهد ثيربانتس (Caja de las Letras del Instituto Cervantes).

## الشخصيات الرئيسية
تجتمع العديد من الشخصيات في هذه الرواية الطويلة جدًا. ومن أبرزها:
- الملك جودو (Rey Gudú)
- الملكة أرديد (Reina Ardid)
- الأمير المُفضَّل (Príncipe Predilecto)
- الكونت أولار (Conde Olar)
- سيكروسيو (Sikrosio)
- فولوديوسيو (Volodioso)
- الساحر (El Hechicero)
- عفريت الجنوب (El Trasgo del Sur)
- أوندينا (Ondina)
- الأميرة تونتينا (Princesa Tontina)
- الكونت توسو (Conde Tuso)
- أنثيو (Ancio)
- بانثيو (Bancio)
- كانثيو (Cancio)
- دانثيو (Dancio)
- إنثيو (Encio)
- فورثيو (Furcio)
- الملكة ليونيا (Reina Leonia)
- ياهيك (Yahek)
- ألميبار (Almíbar)
- جودولينا (Gudulina)
- رايغو (Raigo)
- رايغا (Raiga)
- جودريليكيا (Gudrilkja)
- الملكة أوردسكا (Reina Urdska)